# Waikoau (fleuve)

Le fleuve Waikoau  (en anglais : Waikoau River) est un cours d’eau du sud de la région du Fiordland dans l’Île du Sud de la Nouvelle-Zélande.

## Géographie
Prenant naissance au nord de « Hump Ridge”, il s’écoule vers le sud-est dans la baie de Te Waewae.